# فینال جام برندگان جام آسیا ۱۹۹۲
فینال جام برندگان جام آسیا ۹۲–۱۹۹۱ مسابقه فینال دومین دوره جام برندگان جام آسیا بود که در سال ۱۹۹۲ برگزار شد و تیم یوکوهاما مارینوس به مقام قهرمانی دست یافت.

## مسابقه
| تیم ۱ | نتیجه نهایی | تیم ۲            | بازی رفت | بازی برگشت |
| ----- | ----------- | ---------------- | -------- | ---------- |
| النصر | ۶-۱         | یوکوهاما مارینوس | ۱-۱      | ۵-۰        |

### بازی رفت
| النصر           | ۱–۱ | یوکوهاما مارینوس    |
| --------------- | --- | ------------------- |
| ولید الطریر ۷۲' |     | کویچی هاشیراتانی ۴' |

### بازی برگشت
| یوکوهاما مارینوس                                                                 | ۵–۰ | النصر |
| -------------------------------------------------------------------------------- | --- | ----- |
| اورتون نوگوئیرا ۳۵' · کارلوس ریناتو فردریکو ۳۷'، ۵۲'، ۶۲' · ریکیزو ماتسوهاشی ۷۰' |     |       |